# Фикарра, Сальваторе
Сальвато́ре Фика́рра (итал. Salvatore Ficarra); известен также как Сальво Фикарра (итал. Salvo Ficarra; род. 27 мая 1971, Палермо) — итальянский актёр, кабаретист, кинорежиссёр, сценарист, телеведущий. Является участником комического дуэта Фикарра и Пиконе.

## Биография
Родился 27 мая 1971 года в Палермо. После окончания классического лицея, получил диплом юриста. Несмотря на наличие юридического образования, решил не заниматься активной практикой в области адвокатуры, предпочитая посвятить себя миру развлечений и шоу-бизнесу.
Вместе с Валентино Пиконе, с которым он познакомился в 1993 году, в туристической деревне в Таормине, они создали комический дуэт «Фикарра и Пиконе». В составе дуэта они участвовали в передачах «Seven Show», «Zelig», «Zelig Circus», «Gnu», «L'ottavo nano», а с 2005 по 2020 год вели многочисленные выпуски телепередачи «Striscia la notizia».
С 1993 по 1996 год принимал участие в телесериале «Гранд Отель Кабаре». Летом 1997 года он был среди комиков в программе «Va ora in onda» на телеканале Rai 1.
В 2000 году дебютировал в кино, в роли статиста. В фильме «Три придурка и удача» режиссёров Альдо, Джованни и Джакомо, в финальной сцене среди зрителей он кричал: «Пиранделло, ты поэт».
Он также снялся вместе с Валентино Пиконе в фильмах «Утомлённые с рождения» (2002), «Седьмой и восьмой» (2007), «Запутанная история» (2009), «Даже если любовь не заметна» (2011), «Уедем к чёртовой бабушке» (2014), «Закону тут не место» ( 2017) и «Самое первое Рождество» (2019). Они также снялись в фильме Джузеппе Торнаторе «Баария». 
1 января 2022 года, на платформе Netflix, вышел первый сезон их совместного, с Валентино Пиконе, сериала под названием «Подставили!». В 2023 году на экраны вышел фильм «Святые небеса».  
В 2024 году Фикарра был приглашен на роль Бернардо, немого слуги Зорро, в одноименном французском сериале.
В 2025 году снялся в фильме «Ослепление» режиссёра Роберто Андо.

## Семья
- Жена (с 2006 года) — Росселла Леоне, итальянская актриса[3].
  - Сын — Винченцо (род. 2006)[3]
  - Сын — Томмазо (род. 2008)[3]

## Фильмография
| Год         |   | Русское название            | Оригинальное название        | Роль                       |
| ----------- | - | --------------------------- | ---------------------------- | -------------------------- |
| 2000        | ф | Три придурка и удача        | Chiedimi se sono felice      | актёр                      |
| 2002        | ф | Утомлённые с рождения       | Nati stanchi                 | актёр, сценарист           |
| 2007        | ф | Седьмой и восьмой           | Il 7 e l'8                   | актёр, сценарист, режиссёр |
| 2009        | ф | Баария                      | Baarìa                       | актёр                      |
| 2009        | ф | Запутанная история          | La matassa                   | актёр, сценарист, режиссёр |
| 2011        | ф | Даже если любовь не заметна | Anche se è amore non si vede | актёр, сценарист, режиссёр |
| 2017        | ф | Закону тут не место         | L'ora legale                 | актёр, сценарист, режиссёр |
| 2022 — 2023 | с | Подставили!                 | Incastrati                   | актёр, сценарист, режиссёр |
| 2025        | ф | Ослепление                  | L'abbaglio                   | актёр                      |